# Clément Pinault
Clément Pinault (Grasse, 4 februari 1985 - Clermont, 22 januari 2009) was een Franse voetballer die als verdediger speelde. Hij speelde in het seizoen 2008/2009 voor de Franse tweedeklasser Clermont Foot uitkwam. Daarvoor speelde hij voor Le Mans en Angers SCO.
Op 18 januari 2009 werd Pinault thuis getroffen door een hartaanval. Hij werd daarop naar het ziekenhuis gebracht. Hij speelde twee dagen voordien nog als basisspeler tegen Stade Brest. Op donderdag 22 januari 2009 overleed Pinault op 23-jarige leeftijd aan de gevolgen van deze hartaanval.

## Carrière
- 2004-2006: Le Mans
- 2006: Angers SCO (op huurbasis)
- 2007-2008: Le Mans
- 2008-2009: Clermont Foot